# The Hunchback
The Hunchback er en amerikansk stumfilm fra 1914 af W. Christy Cabanne.

## Medvirkende
- Frank Turner
- Lillian Gish
- William Garwood
- Edna Mae Wilson
- Tom Haverly